# Непальська Вікіпедія
Непальська Вікіпедія (неп. नेपाली विकिपीडिया) — розділ Вікіпедії непальською мовою. Непальська Вікіпедія станом на 25 березня 2025 року містить 29 910 статей, 70 901 зареєстрованого користувача, 115 активних дописувачів, 5 адміністраторів
. Загальна кількість сторінок в непальській Вікіпедії — 110 940, редагувань — 1 275 274, завантажених файлів — 1431
. Глибина (рівень розвитку мовного розділу) непальської Вікіпедії середня і становить 84.4 пунктів
. 
| Читачі непальської Вікіпедії (лютий 2016) | Читачі непальської Вікіпедії (лютий 2016) | Читачі непальської Вікіпедії (лютий 2016) | Читачі непальської Вікіпедії (лютий 2016) | Читачі непальської Вікіпедії (лютий 2016) |
| ----------------------------------------- | ----------------------------------------- | ----------------------------------------- | ----------------------------------------- | ----------------------------------------- |
| Країна                                    |                                           |                                           | %переглядів                               |                                           |
| Непал                                     | Непал                                     |                                           | 66.7%                                     | 66.7%                                     |
| США                                       | США                                       |                                           | 22.2%                                     | 22.2%                                     |
| Індія                                     | Індія                                     |                                           | 11.1%                                     | 11.1%                                     |

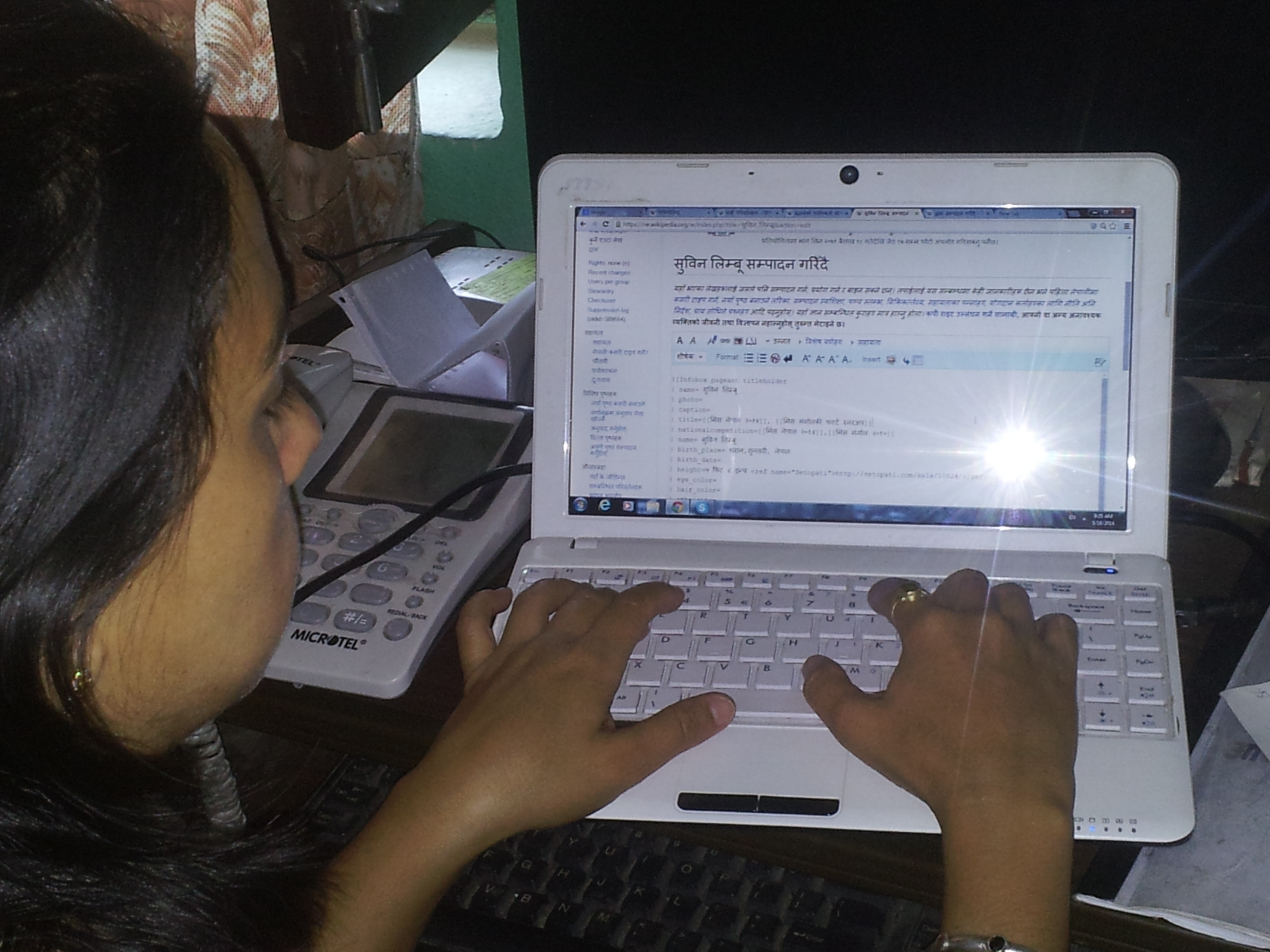
Вікіпедистка редагує непальську Вікіпедію.
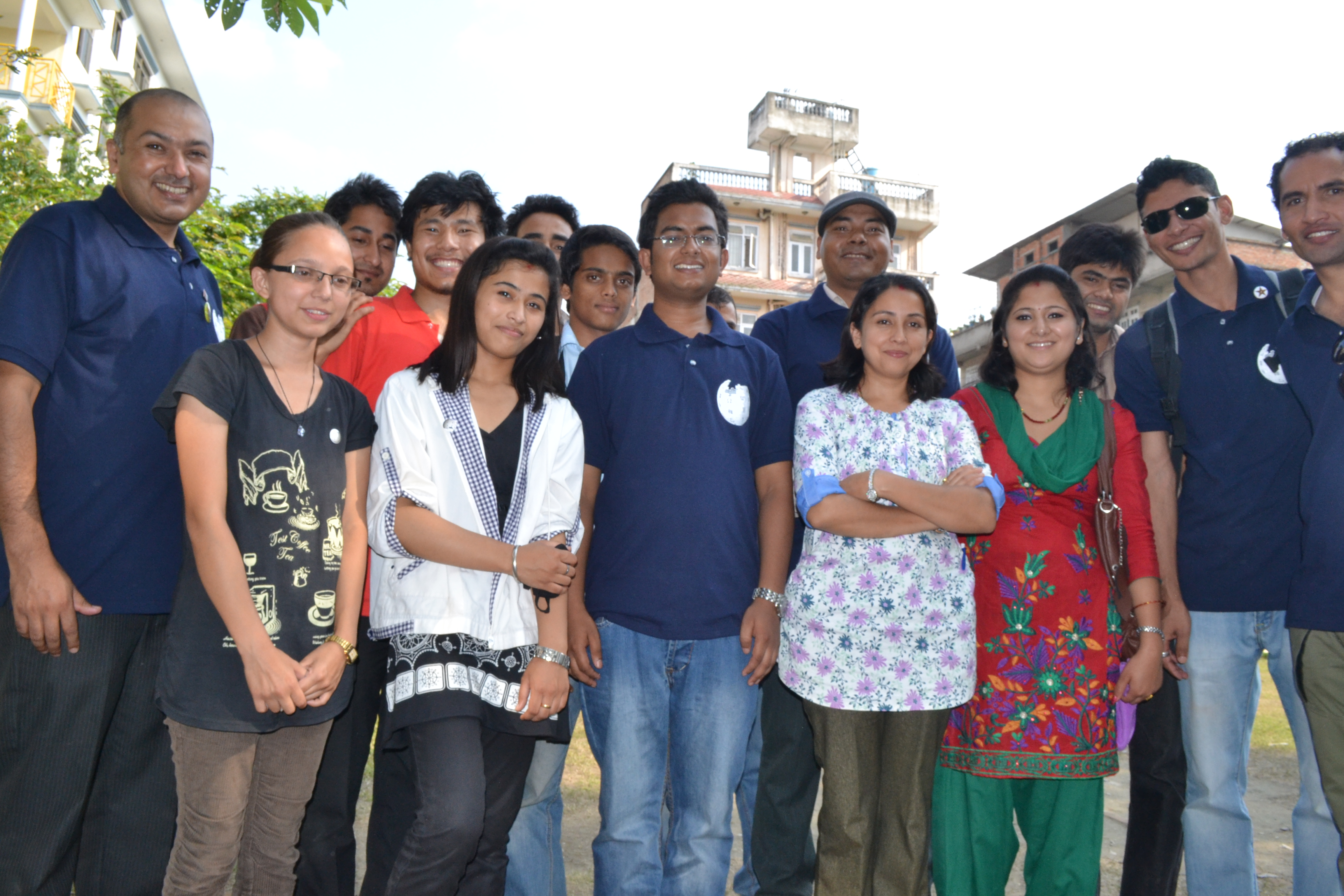
Святкування 11-тої річниці непальської Вікіпедії.